# Azuaga (kommun)
Azuaga är en kommun i Spanien.   Den ligger i provinsen Provincia de Badajoz och regionen Extremadura, i den sydvästra delen av landet, 290 km sydväst om huvudstaden Madrid. Antalet invånare är 8 205. Arean är 498 kvadratkilometer.
Terrängen i Azuaga är platt åt nordväst, men åt sydost är den kuperad.